# 그레그 프레이저
그레그 프레이저(영어: Greig Fraser, 1975년 10월 3일 ~ )는 오스트레일리아의 영화 촬영 기사이다. 제인 캠피언의 《빛나는 별이여》(2009), 맷 리브스의 《렛 미 인》(2010), 캐스린 비글로의 《제로 다크 서티》(2012), 개러스 에드워즈의 《로그 원》(2017) 등의 영화에서 촬영 감독을 맡았다.

## 연출 작품 목록

### 영화
| 연도 | 제목                       | 원제                         | 감독            | 비고 |
| ---- | -------------------------- | ---------------------------- | --------------- | ---- |
| 2006 | 아웃 오브 더 블루          | Out of the Blue              | 로버트 사키스   |      |
| 2009 | 빛나는 별이여              | Bright Star                  | 제인 캠피언     |      |
| 2009 | 아버지와의 마지막 여행     | Last Ride                    | 글렌딘 아이빈   |      |
| 2009 | 소년들이 돌아왔다          | The Boys Are Back            | 스콧 힉스       |      |
| 2010 | 렛 미 인                   | Let Me In                    | 맷 리브스       |      |
| 2012 | 킬링 소프틀리              | Killing Them Softly          | 앤드루 도미닉   |      |
| 2012 | 스노우 화이트 앤 더 헌츠맨 | Snow White and the Huntsman  | 루퍼트 샌더스   |      |
| 2012 | 제로 다크 서티             | Zero Dark Thirty             | 캐스린 비글로   |      |
| 2014 | 폭스캐처                   | Foxcatcher                   | 베넷 밀러       |      |
| 2014 | 갬블러                     | The Gambler                  | 루퍼트 와이엇   |      |
| 2016 | 로그 원: 스타워즈 스토리   | Rogue One: A Star Wars Story | 개러스 에드워즈 |      |
| 2016 | 라이언                     | Lion                         | 가스 데이비스   |      |
| 2017 | 마리아 막달레나            | Mary Magdalene               | 가스 데이비스   |      |